# Два капітани 2
«Два капітани 2» — абсурдистський музичний фільм у псевдодокументально-історичному стилі, знятий режисером Сергієм Дебіжевим у 1992 році. Назва фільму очевидним чином відсилає до роману «Два капітани» письменника Веніаміна Каверіна (і однойменного фільму за цим романом), але за змістом «Два капітана 2» з цим романом не має нічого спільного.
У фільмі звучить музика Сергія Курьохіна і Бориса Гребенщикова (у тому числі, кілька старих композицій групи «Акваріум»), вони ж виконують дві головні ролі — двох капітанів.

## Зміст
Фільм знятий у псевдодокументальній манері й описує події початку двадцятого століття і зародження осередків революції. Картина рясніє вигаданими персонажами, неможливими ситуаціями і є, по суті, фарсом із елементами фантастики.

## Художні особливості
Фільм-містифікація, знятий в псевдодокументальному стилі. У фільмі беруть участь легендарні особистості петербурзького «андеграунду» епохи перебудови.
Енциклопедія кіно:

Вільна імпровізація в історико-пригодницької манері з використанням техніки колажу. Дія відбувається на початку століття в Москві, Берліні, С.-Петербурзі, Кінгстоні, Мальпасо, Лас-Пальмас, Маньчжурії та на островах Шпіцбергена. Зйомки велися в знаменитих історичних і культурних місцях С.-Петербурга, в пустелі Середньої Азії і на території Московського Кремля.

## У ролях
- Борис Гребенщиков
- Сергій Курьохін
- Сергій Бугаєв
- Тимур Новіков
- Дюша Романов
- Михайло Файнштейн
- Дмитро Месхієв

## Кінофестивалі
Фільм брав участь у наступних фестивалях:
- «Кінотавр» (Сочі, 1992)
- «Кіношок» (Анапа, 1992)
- Локарно (1993)
- Амстердам (1993)
- «Арсенал» (Рига, 1992)
- «Фестиваль фестивалей» (Санкт-Петербург, 1993)
- Роттердам (1994)

## Персонажі і історичні події
- У фільмі показані в сюрреалістичному ракурсі такі історичні постаті, як Ленін, Калінін, Фанні Каплан, Георгій Димитров, Адольф Гітлер, Герман Герінг, Нільс Бор, Шпенглер, Дрейфус, Сакко і Ванцетті, Іван Горемикін, адмірали Колчак і Нахимов.
- «Агадирський інцидент», або «Друга марокканська криза», дійсно відбувався в 1911 році. Канонерський човен «Пантера» насправді направила Німеччина.
- Коли закадровий голос (Толубієва) говорить «У Маньчжурії Фаркус знайомиться з молодим Чан Кайши», на екрані показують правителя Маньчжоу-Го — Пу І.
- На 12-й хвилині фільму показані випробування протикульових щитів французькою піхотою під час Першої світової війни.
- Частина закадрового тексту на початку фільму (наприклад, "Німеччина обіцяла не заохочувати агресивну політику Австрії на Балканах, а Росія — не брати участі в будь-яких англійських починаннях проти Німеччини. На Близькому Сході це означало підтримку рівноваги з розмежуванням військових інтересів в Персії, до меж якої повинні були проникнути відроги ще тільки-но будованої Багдадської залізниці ") являє собою цитування книги CC Ольденбурга «Царювання імператора Миколи II».

## Культурні алюзії
- У фільмі звучать вірші Пушкіна «До Ліди», «Княгині З. А. Волконської», «Повстань, повстань, пророк Росії …».
- В уста Адольфа Гітлера, «що поздоровляє трудящих зі святом врожаю», вкладена композиція під назвою «Поезія» з альбому «Трикутник» групи Акваріум, що являє собою прокручений задом наперед запис вірша. Розповідь про свято врожаю ілюстрована кадрами з фільму «Тріумф волі», «Die Deutsche Wochenschau» і радянської військової кінохроніки (можна бачити, наприклад, потяг з танками Т-34).
- «Споруджений турками в пустелі тріумфальний храм» — це Arco dei Fileni в Лівії.
- Прізвище Farkas поширене в Угорщині.